# 摩登年代
《摩登年代》（Fake Fiction），是一部2013年中国喜剧片，由邵晓黎導演，徐峥、张子枫主演，讲述孤儿丢丢认定欧大卫就是她爸爸的，並跟这个依靠魔术行骗的“坏老爸”组成了一对奇葩“非常父女”组合的故事，2013年8月23日上映。

## 劇情
欧大卫（徐峥 饰)是一位骗子魔术师，在落魄中有一个声称是他女儿的八岁的孩子丢丢（张子枫 饰）意外出现並跟行着他行走街头。后来在搭档李文学（王太利 饰）的半骗半怂恿下，决定了参与一场“大变海神之母”的魔术表演骗局，准备拿到客户定金就跑路，结果欧大卫反被李文学骗了一把，令他不得面对那根本无法完成的魔术。客户公司的美女总监（王宣予 饰）识破真相后还是选择继续帮大卫把谎继续圆下去，而丢丢和欧大卫也开始互相了解，逐渐产生深厚的“父女”情，最终大卫因为丢丢获得了“大变海神之母”的灵感从而要表演一个看似不能完成的魔术:深水逃生魔术。

## 演員表
| 演員   | 角色     | 介紹         |
| 徐峥   | 欧大卫   | 江湖骗子     |
| 张子枫 | 丢丢     | 八岁的孤儿   |
| 王宣予 | 毛娜     | 艺术总监     |
| 张颂文 | 魏建     | 大骗子       |
| 王太利 | 李文学   | 欧大卫的搭档 |
| 肖央   | 交通警察 |              |

## 宣传
片方在2013年7月正式发布了《摩登年代》以复古的黑白卡通风格的画面的先导版海报，先导海报中，一身魔术师打扮的徐峥，回头不耐烦张望着张子枫，而张子枫则是亦步亦趋跟着，丝毫不肯松懈。二人扛着的“魔术道具”箱上恰好就是《摩登年代》的片名。后来在同年8月16日发布了终极海报，海报以扑克牌红桃K为蓝本，徐峥和张子枫表現出一囧一萌的表情。

## 音乐
电影主题曲是乐队《大乔小乔》经典之作《波涛》，並由《大乔小乔》为电影量身打造了一个全新的版本，亲自修改歌词。

## 票房
《摩登年代》於8月23日在中国大陆公映，以排片份额16.98%位居市场第三，仅次于《怪兽大学》(28.19%)和3D版《侏罗纪公园》(22.68%)两部好莱坞大片。首周3天票房共3480万，是该周的票房榜第五位，首周平均每天近17000场，超过当天总场次的20%，只是影片的上座率并不出色，场均观众才22人。第二周该周票房3030万排在第四位，比上周少收13%；第三周以330万当上票房榜第10名，累计票房共拿到6840万。

## 其他
虽然《摩登年代》是徐峥在《人再囧途之泰囧》后推出的首部主演作品，但是《摩登年代》是早于《泰囧》拍摄的。